# Spółdzielnia rolników
Spółdzielnia rolników – dobrowolne zrzeszenie osób, które zjednoczyły się w celu podjęcia wspólnych działań w rolnictwie i na obszarach wiejskich; celem spółdzielni jest zapewnienie zrzeszonym rolnikom wielostronnej pomocy w prowadzonej przez nich działalności, oraz wspieranie współposiadania. kształcenia i współpracy.

## Regulacje prawne w Polsce
Ustawą z 2018 r. o spółdzielniach rolniczych przyjęto zasady tworzenia, organizacji, działalności i likwidacji spółdzielni rolników i ich związków. Ustawa wprowadza nową formę organizacji, która ma zrzeszać podmioty funkcjonujące w produkcji rolniczej i okołorolniczej. Ma na celu wzmocnienie roli spółdzielczości w rolnictwie, której efektem będzie silniejsza pozycja negocjacyjna producentów rolnych stowarzyszonych w większych organizacjach wobec odbiorców i dostawców ich produktów. Nowym rozwiązaniem są ekonomiczne zachęty do tworzenia spółdzielni, polegające na zwolnieniach od podatków.
Spółdzielnia rolników są dobrowolnymi zrzeszeniem osób fizycznych lub prawnych:
- prowadzących gospodarstwo rolne w rozumieniu przepisów o podatku rolnym lub prowadzących działalność rolniczą w zakresie działów specjalnych produkcji rolnej, będących producentami produktów rolnych lub grup tych produktów lub prowadzących chów lub hodowlę ryb;
- niebędących rolnikami, prowadzących działalność w zakresie przechowywania, magazynowania, sortowania, pakowania lub przetwarzania produktów rolnych lub grup tych produktów.

### Zasady tworzenia spółdzielni rolników
Spółdzielnię rolników może utworzyć 10 osób będących rolnikami, które mogą z kolei zakładać związki spółdzielni rolników, prowadzące działalność w imieniu i na rzecz swoich członków.
Spółdzielnie funkcjonują co do zasady w oparciu o ustawę prawo spółdzielcze, jednak statut spółdzielni rolników zawiera dodatkowo regulacje dotyczące co najmniej:
- warunków przyjmowania do spółdzielni rolników członków będących rolnikami oraz podmiotów niebędących rolnikami;
- wskazanie minimalnego okresu członkostwa w spółdzielni rolników, który nie może być krótszy niż rok obrotowy;
- wskazanie terminu składania przez członka spółdzielni rolników informacji o zamiarze wystąpienia ze spółdzielni rolników, który nie może upływać później niż 3 miesiące przed końcem roku obrotowego;
- zasady i zakres dostarczania przez członków spółdzielni rolników, w zakresie prowadzonej przez nich działalności, informacji dotyczących w szczególności: powierzchni uprawy, plonów oraz wielkości produkcji produktów lub grup produktów;
- obowiązujące członków spółdzielni rolników będących rolnikami zasady produkcji produktów lub grup produktów, w tym dotyczące ich jakości i ilości, oraz sposoby ich przygotowywania do zbycia;
- zasady użytkowania, dzierżawy lub najmu przez spółdzielnię rolników wkładów niepieniężnych oraz sposób ustalania odpłatności za ich użytkowanie, dzierżawę lub najem;
- rodzaj i zakres odpowiedzialności członków spółdzielni rolników;
- sankcje wobec członka spółdzielni rolników, który nie wypełnia nałożonych na niego obowiązków statutowych lub nie spełnia wymogów określonych w ustawie, w tym przyczyny wykluczenia i wykreślenia członka spółdzielni rolników z tej spółdzielni;
- szczegółowy sposób i warunki podziału nadwyżki bilansowej i pokrywania strat;
- zasady ustalania liczby głosów przysługujących członkom spółdzielni rolników będącym osobami prawnymi.

### Zadania spółdzielni rolników
Podstawowym zadaniem spółdzielni rolników jest prowadzenie działalności gospodarczej na rzecz jej członków, przede wszystkim w zakresie:
- planowania produkcji i dostosowywania jej do warunków rynkowych, ze szczególnym uwzględnieniem ilości i jakości;
- koncentracji podaży oraz organizowania sprzedaży towarów wyprodukowanych przez rolników;
- koncentracji popytu oraz organizowania zakupu niezbędnych rolnikom środków do produkcji.

Ponadto spółdzielnie mogą prowadzić działalność gospodarczą dotyczącą dysponowania produktami własnymi w zakresie:
- przechowywania, konfekcjonowania i standaryzacji produktów rolnych;
- przetwarzania oraz obrotu uzyskanymi w ten sposób produktami przetworzonymi;
- świadczenia usług na rzecz rolników związanych z wytwarzaniem przez nich produktów;
- sprzedaży;
- upowszechniania wśród swoich członków korzystnych dla środowiska metod uprawy, technologii produkcji lub metod gospodarki odpadami.

### Wsparcie finansowe spółdzielni rolników
Spółdzielnie rolników uzyskują wsparcie poprzez zwolnienia od podatków. Wolne od podatku od nieruchomości są budynki i budowle lub ich części oraz zajęte pod nie grunty wykorzystywane na działalność określoną w ustawie. Zwolnienia z podatku dochodowego dotyczą również osób prawnych, w zakresie dochodów pochodzących ze sprzedaży produktów rolnych lub grup tych produktów. Zwolnienia te stanowią pomoc de minimis, co oznacza, iż ich łączna suma przyznana jednemu podmiotowi, liczona w okresie 3 lat podatkowych, nie może przekroczyć równowartości:
- 15 tys. euro w sektorze produkcji rolnej[3];
- 30 tys. euro w sektorze rybołówstwa i akwakultury[4];
- 200 tys. euro w sektorze innym niż produkcja rolna[5].

### Regulacje resortu rolnictwa w sprawie spółdzielni rolników
W 2019 r. ukazało się rozporządzenie Ministra Rolnictwa i Rozwoju Wsi w sprawie wykazu produktów rolnych lub grup produktów, ze względu na które mogą być zakładane spółdzielnie rolników. W wykazie znalazły się wszystkie główne ziemiopłody, zwierzęta gospodarskie, ryby słodkowodne, a także zwierzęta futerkowe (nutrie, szynszyle, lisy, króliki) oraz ozdobne rośliny ogrodnicze, zielarskie i kwiaty.